# Zaouiat Sidi Hamza
Zaouiat Sidi Hamza  (in arabo زاوية سيدي حمزة‎?) è un centro abitato e comune rurale del Marocco situato nella provincia di Midelt, regione di Drâa-Tafilalet. Conta una popolazione di 5 454 abitanti (censimento 2014).
Ik centro abitato è situato lungo il corso del fiume Ziz.
La Kasba, risalente al XIII secolo, domina dall'alto l'area, ed è composta da numerosi edifici costruiti con una mistura di paglia e fango. Questa parte del villaggio risulta ormai disabitata, le case e i vicoli, vuoti ed in stato di abbandono, offrono uno spettacolo suggestivo.
La popolazione si è spostata più a valle dove ha edificato nuove abitazioni, con la medesima tecnica costruttiva della parte più antica, la vicinanza del fiume rende quest'area fertile consentendo quindi la coltivazione e l'allevamento di bestiame (capre, bovini, avicoli).
Lo stile di vita essenziale della popolazione autoctona, l'architettura tradizionale e la posizione rendono il villaggio un ecosistema immerso in un tempo remoto, ancora lontano dalla modernità e e dai percorsi turistici convenzionali.